# یوب کینهویش
یوب کینهویش (به انگلیسی: Job Kienhuis) (زادهٔ ۷ نوامبر ۱۹۸۹) شناگر اهل هلند است.